# 数字媒体技术专业
数字媒体技术专业（英語：Digital Media Technology）是一个结合了数字技术、媒体与艺术设计的多学科交叉专业。它注重创意，利用媒体技术，在游戏、移动互联网、互动娱乐、影视动画等领域展开研究和创作，重在培养能够熟练地应用现代计算机技术，从事数字媒体制作、图形图像处理、动画设计等的高层次应用型专业技术人才。

## 核心课程[1]
- 计算机动画
- 数字图像处理
- 计算机游戏程序设计
- 计算机图形学
- 人机交互技术
- 数字媒体后期制作
- 角色形象设计
- 场景设计与表现
- 造型基础
- 数字摄影
- 数字视音频处理
- 数字媒体资源管理
- 虚拟现实与数字娱乐
- 计算机视觉
- 图像信息处理